# ManKind Project
ManKind Project (kurz MKP) ist eine Organisation der Männerbewegung mit dem selbst bestimmten Ziel, Männer dabei zu unterstützen, ein Leben in Integrität, Verantwortlichkeit und Wahrheit zu führen. Der Anspruch dabei ist, die emotionale Intelligenz zu fördern und Teil einer Gemeinschaft zu sein, in der gegenseitige Achtung und Respekt ebenso wichtig sind wie der Mut, sich zu seiner eigenen Wahrheit zu bekennen und authentisch zu sein. Dem MKP gehören Männer aller Altersgruppen, sozialer Schichten, sexueller Orientierungen und Weltanschauungen an.

## Geschichte
1985 gründeten in Wisconsin der Psychologe Bill Kauth, der Professor für Pädagogik Ron Hering und der General-Motors-Ingenieur und Ex-Marine Rich Tosi „The New Warrior Network“, das sie 1998 in ManKind Project umbenannten. Der Schriftsteller Robert Bly (Eisenhans – ein Buch über Männer; Originaltitel Iron John) und der Psychotherapeut Robert Moore (Archetypen nach C. G. Jung) inspirierten das Trio, das sich im Umfeld der Frauenbewegung bei einem Seminar gefunden hatte.

## Verbreitung
MKP hat sich in mehreren Ländern etabliert: In Australien, Kanada, in Europa in den französisch- und deutschsprachigen Gebieten, in Neuseeland, Südafrika, im Vereinigten Königreich und Irland sowie in den USA. In Costa Rica, Mexiko, in den Niederlanden sowie in Skandinavien und Israel baut sich MKP gerade erst auf. Insgesamt ist MKP in mehr als 22 Ländern präsent. In jeder Region arbeitet das MKP weitgehend unabhängig, wählt seine eigene Führung und führt Trainingskurse durch, die sich mit dem Mann-Sein beschäftigen. Die deutsche Sektion gibt ihre Mitgliederzahl mit 303 an (2016) – bei stark zunehmender Tendenz.

## Initiation
Jedes Mitglied hat als Aufnahmevoraussetzung eine sogenannte „Initiation zum Neuen Krieger“ (englisch New Warrior Training Adventure, NWTA) zu durchlaufen, die einen Schritt zur „Heilung“ und „Ganzwerdung“ darstellen soll. Mankind Project liefert dazu „Werkzeuge“, die dabei helfen sollen, als Mann im Alltag besser bestehen zu können. Das NWTA soll nach Angaben von MKP Deutschland eine sehr intensive Erfahrung sein, ein „transformatorisches Erlebnis“, das ein sehr tiefes Umdenken bewirken könne. Nach eigenen Angaben nahmen weltweit bereits mehr als 60.000 Männer an einem NWTA teil, dem Hauptritual von MKP. Religionsexperte Georg Otto Schmid sieht die Männer-Initiationen im Kontext des Erlebnishungers unserer Gesellschaft. Man wolle möglichst ideologiefrei tiefe eigene Erfahrungen machen.
Die Regeln der Organisation sind darauf ausgerichtet, dass keine Details der Veranstaltungen nach außen dringen.

## Kritik, behördliche Überwachung & Kooperation
Ehemalige Mitglieder berichten, dass bei mentalen Übungen die Gefahr von Manipulation bestehe. Für MKP Deutschland, das seit 2001 besteht, gibt es laut dem zuständigen Kultusministerium „keine Gefährdungsanzeige“. In Frankreich hingegen wird das MKP von der dortigen interministeriellen Dienststelle zur Sektenüberwachung (Mission interministérielle de vigilance et de lutte contre les dérives sectaires, Miviludes) überwacht. Sie wurde allein 2021 in zehn Fällen im Zusammenhang mit dem ManKind Project angerufen. Ein Teilnehmer einer NWTA-Initiation berichtete, den Teilnehmern seien zu Beginn Papiere, Geld und Autoschlüssel abgenommen worden; statt mit Namen seien sie nur mit Nummern angeredet worden, und sie seien Schlaf- und Nahrungsentzug ausgesetzt gewesen. Weiterhin sei ihnen mehrfach befohlen worden, mehrere Stunden nackt zu verbringen, auch im Freien, wo zu dieser Zeit Temperaturen nahe 5 Grad Celsius geherrscht hätten. Einer der „Höhepunkte“ der Initiation sei eine Sitzung mit erzwungenen Beichten der Teilnehmer gewesen, von denen die meisten nach wenigen Minuten in Tränen gewesen seien. Die Miviludes kam zu dem Schluss, die „Isolation, der Bruch mit den persönlich nahestehenden Personen, die Methoden der Einschüchterung, Erschöpfung und Unterwerfung, der Wille, den Einzelnen zu ‚brechen‘, um ihn nach selbst als positiv beurteilten Werten neu zu formen, die strukturierte Organisation der Bewegung sowie ihre außergewöhnlich starke und brutale Ideologie sind lauter Umstände, die geeignet sind, einen Prozess geistiger Einflussnahme auf die Teilnehmer zu begünstigen“. Die Behörde berichtete zudem, es seien Fälle aufgetreten, in denen nach den Initiationen Teilnehmer gefährliches und gewalttätiges Verhalten gezeigt hätten, insbesondere gegenüber ihren Frauen. Die Miviludes stuft die Organisation als maskulinistisch ein.
Das MKP Frankreich weist die Vorwürfe von Manipulation und Sektenähnlichkeit zurück. Sie betonte, dass jeder Teilnehmer freiwillig an den Wochenenden teilnehme, jederzeit die Möglichkeit habe, den Kurs zu verlassen, und dass es eine Telefonnummer gebe, über die Angehörige Teilnehmer erreichen können. Die Organisation unterstütze die Arbeit der Miviludes im Kampf gegen sektiererische Verirrungen und lehne Maskulinismus ab.